# Голономная система
Голономная система — механическая система, механические связи которой можно свести к геометрическим (то есть, к голономным).
Такие связи сводятся к ограничениям только на положения тел системы. Уравнения связи {\displaystyle f_{j}} записывают в виде
{\displaystyle f_{j}(x_{i},y_{i},z_{i},t)=0,}
где {\displaystyle x_{i},y_{i},z_{i}} — координаты, {\displaystyle t} — время, {\displaystyle j} — число связей.
Если все кинематические связи системы невозможно свести к геометрическим связям или их уравнения связи не могут быть проинтегрированы, то данная система будет неголономной.
Решение задач механики для голономных систем как правило проще, поскольку при этом можно воспользоваться многими разработанными методами и теоремами, например, уравнением Лагранжа, уравнением Гамильтона, уравнением Гамильтона-Якоби и др.

## Пример

Математический маятник

Рассмотрим математический маятник, состоящий из точечной массы, подвешенной на нити в поле сил тяжести. Если считать, что длина нити не изменяется, то уравнение связи можно записать в виде
{\displaystyle {\sqrt {x^{2}+y^{2}}}-L=0,}
где {\displaystyle (x,y)} — координаты массы, {\displaystyle L} — длина нити.
Уравнение связи можно проинтегрировать, и как видно, оно не зависит от производных {\displaystyle x} и {\displaystyle y}, поэтому данная система — голономная.